# Ilaria Salis
Ilaria Salis (Milánó, 1984. június 17. –) olasz tanár, aktivista, politikus, 2024-óta az Európai Parlament tagja. A 2023-as budapesti antifasiszta támadássorozat elsőrendű vádlottja.

## Magyarországi letartóztatása
2023. február 11-én letartóztatták Magyarországon, miután a szélsőjobboldali Becsület napja rendezvényen állítólag neonácikat bántalmazott. Az Ügyészség testi sértés vádjával és szélsőbaloldali szervezethez való tartozással gyanúsította meg. Salis a vádakat tagadta, a támadások állítólagos áldozatai pedig nem tettek feljelentést a rendőrségen.
Olaszországban közfelháborodást váltott ki, amikor kezét és lábát megbilincselve, vezetőszáron állították elő a tárgyalásán. Ezen bánásmód ellen az olasz kormány is tiltakozott.
2024 májusában kiengedték a börtönből, és házi őrizetbe helyezték Budapesten.

## Politikai pályafutása
A 2024-es európai parlamenti választáson a Zöldek és Baloldaliak Szövetsége színeiben több mint 170 ezer szavazattal olasz európai parlamenti képviselővé választották. A képviselőket megillető mentelmi jog birtokában megszüntették házi őrizetét és visszatérhetett Olaszországba.
A szabadulása után a Fővárosi Törvényszék az Európai Parlamentnél indítványozta Ilaria Salis mentelmi jogának felfüggesztését.

## Fordítás
- Ez a szócikk részben vagy egészben  az   Ilaria Salis című angol Wikipédia-szócikk ezen változatának fordításán alapul.  Az eredeti cikk szerkesztőit annak laptörténete sorolja fel. Ez a jelzés csupán a megfogalmazás eredetét és a szerzői jogokat jelzi, nem szolgál a cikkben szereplő információk forrásmegjelöléseként.